# Pent Nurmekund
Pent Nurmekund (ur. 16 grudnia 1906, zm. 28 grudnia 1996 w Tartu) – estoński językoznawca i poliglota. Władał ok. siedemdziesięcioma językami obcymi.
Był absolwentem Uniwersytetu w Tartu, gdzie w latach 1930–1935 studiował filologię germańską i romańską. Otrzymał stopień Magister Philosophiae.
W latach 1955–1986 wykładał na tejże uczelni, a w latach 50. założył Katedrę Orientalistyki. W 1991 r. został uhonorowany nagrodą językową im. Wiedemanna.